# Lystal
Koordinaten: 45° 45′ 0″ N, 7° 50′ 0″ O
Das Lystal oder auch Gressoneytal (it. Valle del Lys oder Valle di Gressoney, frz. Vallée du Lys oder Vallée de Gressoney, im walserdeutschen Dialekt Walleschu) ist ein Seitental des Aostatals. Namensgebend ist der Fluss Lys. Historisch ist das Tal von der Präsenz der Walser geprägt, insbesondere in den Talschaften Gressoney und Issime.

## Geographie
Vom Piemont talaufwärts gesehen ist das Lystal das erste der rechten Seitentäler des Aostatals. Es erreicht bei Pont-Saint-Martin das Haupttal. Aus Sicht der Fließrichtung der Dora Baltea liegt das Tal auf der orographisch linken Seite. Im Norden grenzt das Tal auf der Wasserscheide an den Schweizer Kanton Wallis. Weiter westlich liegt mit dem Ayastal ein weiteres Seitental des Aostatals. Im Osten grenzt das Lystal an die Provinzen Biella und Vercelli, es ist dort durch das Monte-Rosa-Massiv vom Talsystem Valsesia getrennt.

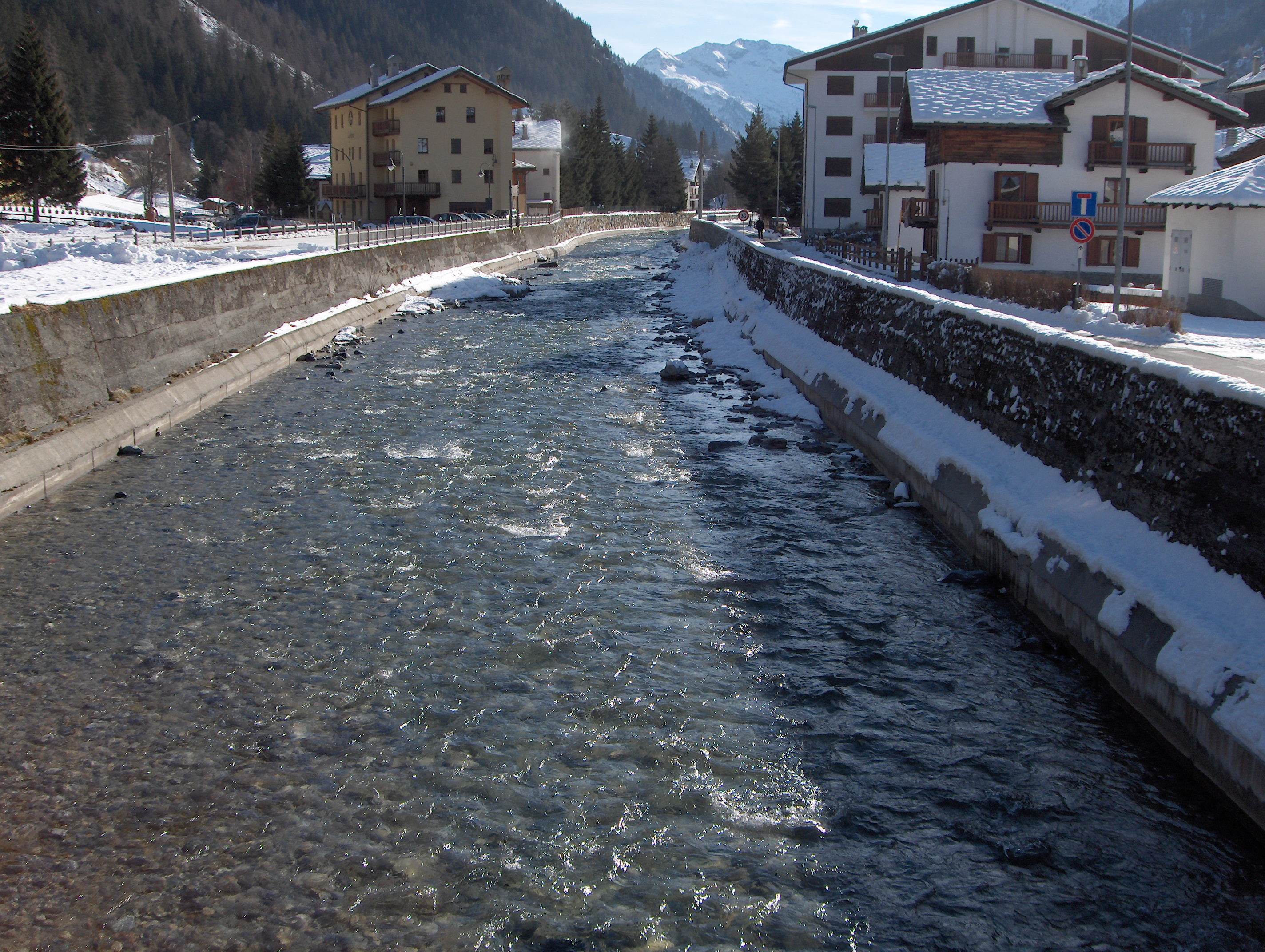
Der Fluss Lys bei Gressoney-Saint-Jean

Die Lys entspringt dem Lysgletscher am Fuße der Vincent-Pyramide (4215 m). Seine größeren Seitenflüsse sind der Netschobach, der Tschamponobach und der Loobach.

### Gemeinden
Zu den Gemeinden im Lystal gehören Gressoney-La-Trinité, Gressoney-Saint-Jean, Gaby, Issime, Fontainemore, Lillianes und Perloz. Die letzten drei genannten Gemeinden sind Teil des Gemeindeverbands Comunità Montana Monte Rosa; die vier erstgenannten sind in der Union der Aostataler Walsergemeinden gruppiert.

### Gebirge
Im oberen Bereich des Tals grenzt an das Massiv des Monte Rosa. Die Gipfel der Berge Castor (4221 m), Liskamm West (4481 m), Liskamm Ost (4527 m) und Ludwigshöhe (4342 m) bilden den Abschluss des Tals, der von großen Firn- und Eisflächen bedeckt ist: von Westen nach Osten sind es der Felikgletscher, der Lysgletscher und der Endregletscher.
Andere bedeutende Gipfel des Tals sind:
- Testa Grigia (frz. Tête grise, deutsch Grauhaupt, im Walserdialekt Groabhopt) – 3315 m, auf Höhe von Gressoney-la-Trinité, überragt das Lystal sowie das Ayastal gleichermaßen.
- Schwarzhorn – 4322 m, liegt auf dem Übergang zum Valsesia
- Balmenhorn – 4167 m, auf dem von der Ludwigshöhe nach Süden zur Vincent-Pyramide ziehenden Kamm.
- Vincent-Pyramide – 4215 m
- Punta di Ciampono (Tschamponohore) – 3233 m
- Alta Luce (Hochliecht) – 3185 m
- Corno Vitello (Chalberhore) – 3057 m

### Bergübergänge
Zu den angrenzenden Alpentälern führen zahlreiche, teils sehr hoch gelegene Übergänge und Gebirgspässe, die nur zu Fuß begehbar sind:
- zum Mattertal:
  - Lysjoch oder Lisjoch – 4152 m, der Übergang für Bergsteiger liegt östlich davon auf 4246 m[3]
  - Felikjoch – 4066 m
- zum Ayastal:
  - Bättforko – 2672 m
  - Saleroforko – 2689 m
  - Col Pinter (im Walserdialekt Pentecoll) – 2776 m
  - Col Bettaforca (im Walserdialekt Bättforko) – 2.676 m, zwischen der Punta Bettolina und dem Bättspetz gelegen.
  - Col Chasten – 2549 m
  - Col Dondeuil (im Walserdialekt Münhufurku) – 2338 m
  - Col Ranzola (im Walserdialekt Arescoll) – 2170 m
  - Frudierecoll – 2271 m
- zur Valsesia:
  - Col Vincent – 4088 m
  - Passo dei Salati – 2936 m
  - Col d’Olen – 2881 m, Übergang zwischen den Berghütten Rifugio del Lys und Rifugio Città di Vigevano
  - Colle di Valdobbia – 2480 m
  - Colle del Loo (Loocoll) – 2452 m
- Zur Valle Cervo:
  - Colle della Mologna Grande – 2364 m
  - Colle della Gragliasca – 2208 m
- zum Biellese und dem Sacro Monte di Oropa:
  - Colle della Barma – 2261 m.

## Tourismus

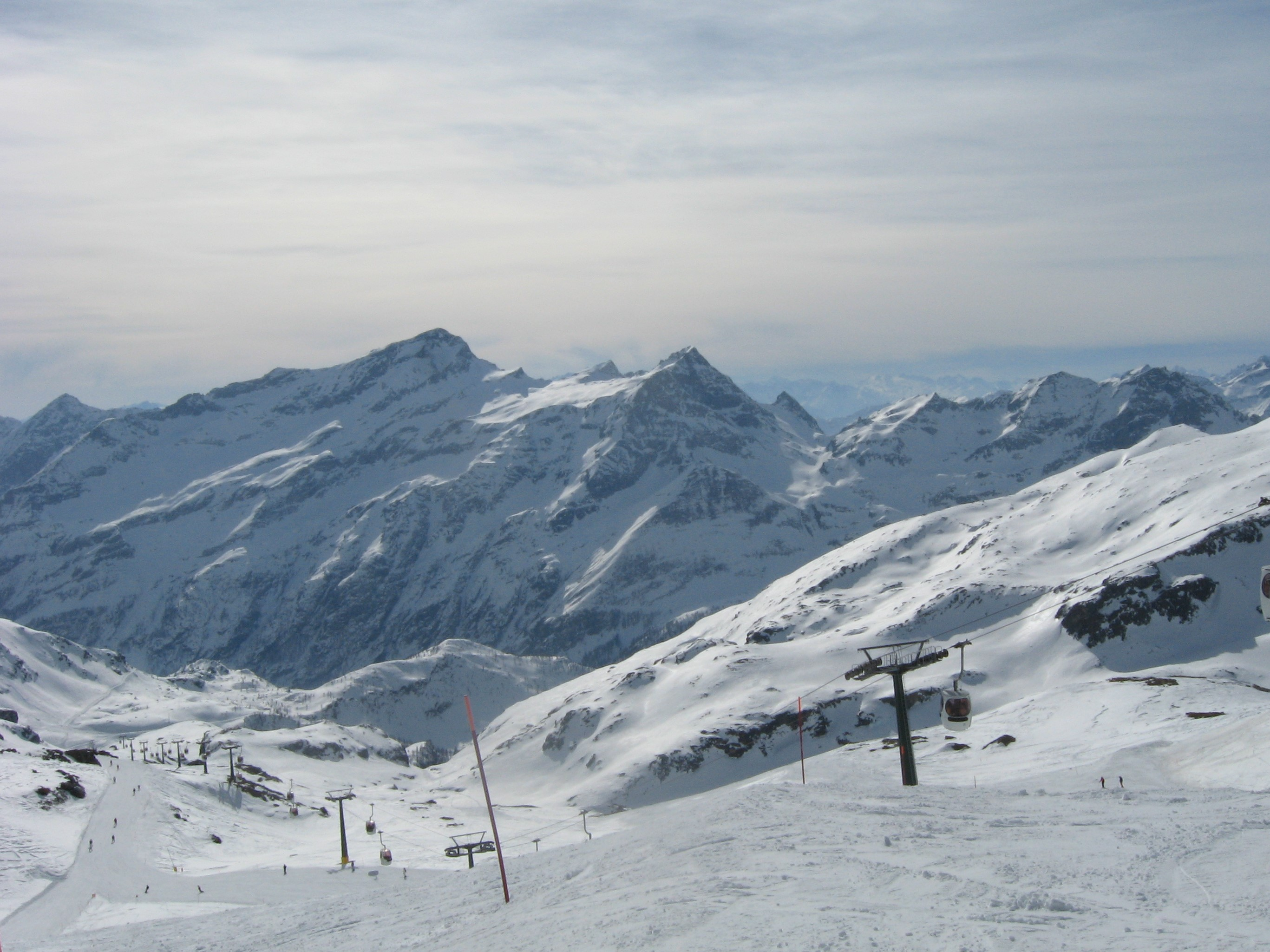
Skigebiet am Salatipass

Im oberen Lytal liegt ein bedeutendes Wintersportzentrum.

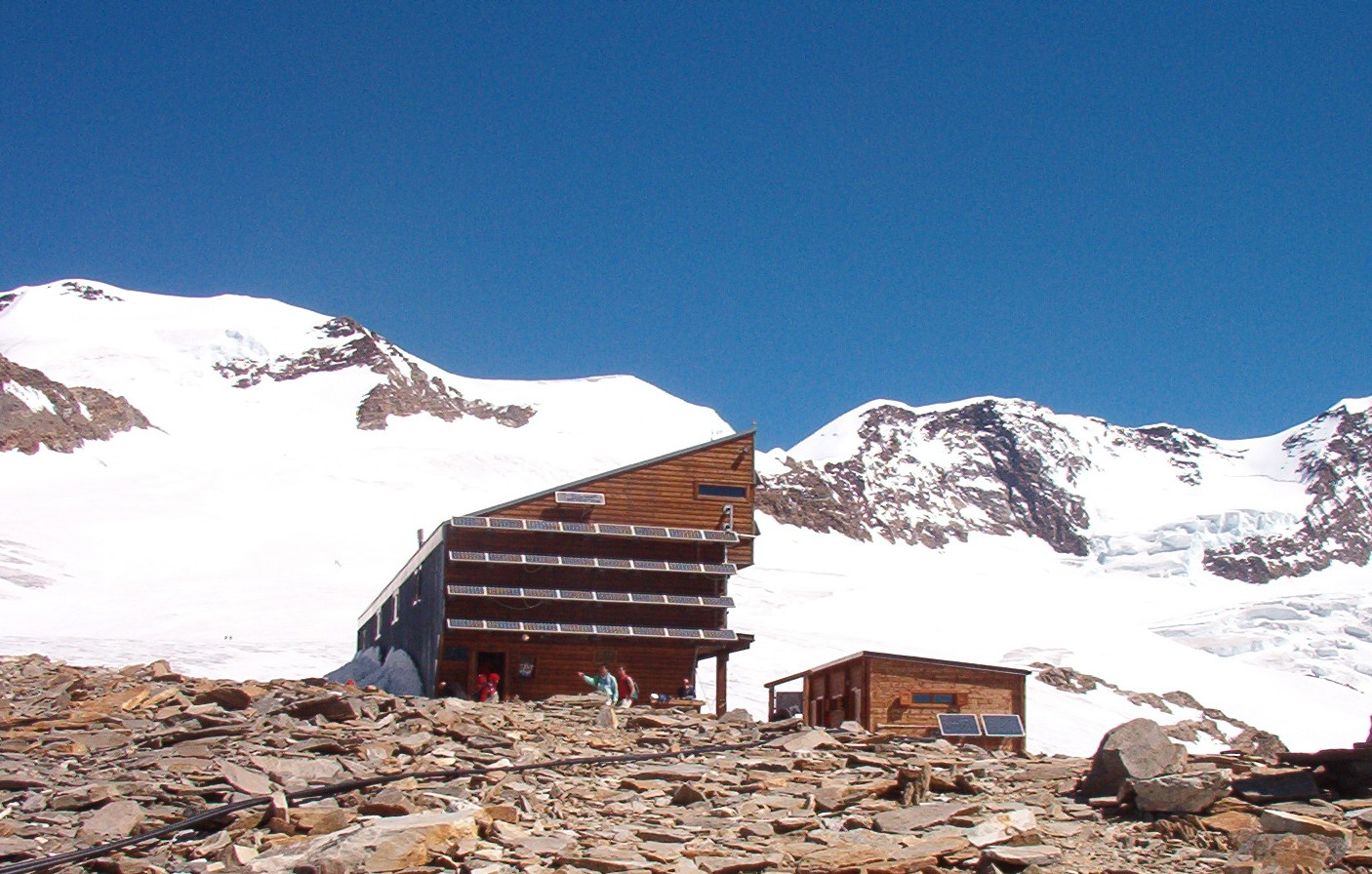
Die Quintino-Sella-Hütte am Felikjoch

Im Hochgebirge befindet sich eine Vielzahl von Berghütten und Biwaks, die vom Lystal aus erreicht werden:
- Capanna Giovanni Gnifetti – 3647 m
- Quintino-Sella-Hütte am Felikjoch – 3585 m
- Rifugio Città di Mantova – 3498 m
- Rifugio Guglielmina – 2880 m
- Rifugio Città di Vigevano – 2864 m
- Rifugio del Gabiet – 2375 m
- Rifugio del Lys – 2358 m
- Rifugio Delfo e Agostino Coda – 2280 m
- Rifugio Alpenzu – 1779 m
- Bivacco Felice Giordano – 4167 m
- Bivacco Ulrich Lateltin – 3120 m
- Bivacco Crabun – 2650 m
- Bivacco Carlo Gastaldi – 2630 m

Das Tal liegt auf der Route der Fernwanderwege Höhenweg 1 Aostatal und Ultra Tour Monte Rosa.